# Okszana Kalasnikova
Okszana Kalasnikova (grúzul: ოქსანა კალაშნიკოვა, oroszul: Оксана Вячеславовна Калашникова, Okszana Vjacseszlavovna Kalasnyikova); (Tbiliszi, 1990. szeptember 5. –) orosz származású grúz hivatásos teniszezőnő.
Eddigi karrierje során párosban hét WTA- és négy WTA 125K-tornát nyert meg, ezen kívül egyéniben öt, párosban huszonhat ITF-versenyen végzett az első helyen.
A Grand Slam-tornákon csak párosban sikerült a főtáblára jutnia, legjobb eredménye a 2023-as wimbledoni teniszbajnokságon elért negyeddöntő. Juniorként 15 évesen egyéniben megnyerte a legrangosabb junior teniszversenyt az Orange Bowlt a 16 év alattiak kategóriájában. Lány párosban a 2007-es US Openen döntőt játszott.
Az egyéni világranglistán a legjobb helyezése a 156. hely, amelyet 2010. június 7-én ért el, párosban a 42. helyre 2023. szeptember 11-én került.
Grúzia Fed-kupa-válogatottjának tagja, amelyben először 2007-ben szerepelt.

### Junior Grand Slam döntői

#### Páros

##### Elveszített döntői (1)
| Év   | Bajnokság | Borítás | Partner          | Ellenfél                               | Eredmény |
| ---- | --------- | ------- | ---------------- | -------------------------------------- | -------- |
| 2007 | US Open   | Kemény  | Kszenyija Likina | Kszenyia Milevszkaja Urszula Radwańska | 1−6, 2−6 |

## WTA-döntői

### Páros

#### Győzelmei (7)
| Összesítés            |                              |
| Grand Slam-torna (0)  |                              |
| Premier Mandatory (0) | WTA 1000 (kötelező)* (0)     |
| Premier Five (0)      | WTA 1000 (nem kötelező)* (0) |
| Premier (0)           | WTA 500* (0)                 |
| International (4)     | WTA 250* (3)                 |

*2021-től megváltozott a tornák kategóriáinak elnevezése.
|    | Dátum              | Torna                                                           | Borítás    | Partner            | Ellenfelek a döntőben                | Eredmény a döntőben |
| 1. | 2013. július 28.   | Baku Cup, Baku, Azerbajdzsán                                    | Kemény     | Irina Burjacsok    | Eléni Danjilídu Aleksandra Krunić    | 4–6, 7–6(3), [10–4] |
| 2. | 2015. július 19.   | BRD Bucharest Open, Bukarest, Románia                           | Salak      | Demi Schuurs       | Andreea Mitu Patricia Maria Țig      | 6–2, 6–2            |
| 3. | 2016. június 11.   | Rosmalen Grass Court Championships, ’s-Hertogenbosch, Hollandia | Fű         | Jaroszlava Svedova | Xenia Knoll Aleksandra Krunić        | 6–1, 6–1            |
| 4. | 2017. február 26.  | Hungarian Ladies Open, Budapest, Magyarország                   | Kemény (f) | Hszie Su-vej       | Arina Rodionova Galina Voszkobojeva  | 6–3, 4–6, [10–4]    |
| 5. | 2022. július 17.   | Budapest Grand Prix, Budapest, Magyarország                     | Salak      | Ekaterine Gorgodze | Katarzyna Piter Kimberley Zimmermann | 1–6, 6–4, [10–6]    |
| 6. | 2023. augusztus 6. | Sparta Prague Open, Prága, Csehország                           | Kemény     | Hibino Nao         | Quinn Gleason Elixane Lechemia       | 6–7(7), 7–5, [10–3] |
| 7. | 2025. május 24.    | Morocco Open, Rabat, Marokkó                                    | Salak      | Maya Joint         | Angelica Moratelli Camilla Rosatello | 6–3, 7–5            |

#### Elveszített döntői (7)
|    | Dátum                | Torna                                 | Borítás    | Partner                  | Ellenfelek a döntőben                           | Eredmény a döntőben |  |
| 1. | 2014. július 20.     | Istanbul Cup, Isztambul, Törökország  | Kemény     | Paula Kania              | Doi Miszaki Elina Szvitolina                    | 4–6, 0–6            |  |
| 2. | 2017. szeptember 30. | Tashkent Open, Taskent, Üzbegisztán   | Kemény     | Hibino Nao               | Babos Tímea Andrea Hlaváčková                   | 5–7, 4–6            |  |
| 3. | 2018. február 4.     | Taiwan Open, Tajvan                   | Kemény (f) | Hibino Nao               | Tuan Jing-jing Vang Ja-fan                      | 6–7(4), 6–7(5)      |  |
| 4. | 2019. május 3.       | Morocco Open, Rabat                   | Salak      | Georgina García Pérez    | María José Martínez Sánchez Sara Sorribes Tormo | 5–7, 1–6            |  |
| 5. | 2023. április 9.     | Copa Colsanitas, Bogotá, Kolumbia     | Salak      | Katarzyna Piter          | Irina Hromacsova Irina Simanovics               | 1–6, 6–3, [6–10]    |  |
| 6. | 2023. október 15.    | Hong Kong Open, Hongkong, Hongkong    | Kemény     | Aljakszandra Szasznovics | Tang Csien-huj Tsao Chia-yi                     | 5–7, 6–1, [9–11]    |  |
| 7. | 2024. szeptember 15. | Guadalajara Open, Guadalajara, Mexikó | Kemény     | Kamilla Rahimova         | Anna Danilina Irina Hromacsova                  | 6–2, 5–7, [7–10]    |  |

## WTA 125K döntői: 16 (4–12)

### Páros: 16 (4–12)
| Eredmény | No. | Dátum                | Torna                                                  | Borítás    | Partner                   | Ellenfelek a döntőben                     | Eredmény         |
| -------- | --- | -------------------- | ------------------------------------------------------ | ---------- | ------------------------- | ----------------------------------------- | ---------------- |
| Győztes  | 1.  | 2012. november 11.   | Royal Indian Open, Púna, India                         | Kemény     | Nyina Bratcsikova         | Julia Glushko Noppawan Lertcheewakarn     | 6–0, 4–6, [10–8] |
| Döntő    | 1.  | 2013. szeptember 27. | Ningbo International Women's Tennis Open, Ningbo, Kína | Kemény     | Irina Burjacsok           | Csan Jung-zsan Csang Suaj                 | 2–6, 1–6         |
| Döntő    | 2.  | 2015. november 15.   | Open de Limoges, Limoges, Franciaország                | Kemény     | Margarita Gaszparjan      | Barbora Krejčíková Mandy Minella          | 6–1, 5–7, [6–10] |
| Döntő    | 3.  | 2015. november 27.   | Carlsbad Classic, Carlsbad, Amerikai Egyesült Államok  | Kemény     | Tatjana Maria             | Verónica Cepede Royg Gabriela Cé          | 6–1, 4–6, [8–10] |
| Győztes  | 2.  | 2019. szeptember 7.  | New Haven, Egyesült Államok                            | Kemény     | Anna Blinkova             | Usue Maitane Arconada Jamie Loeb          | 6–2, 4–6, [10–4] |
| Döntő    | 4.  | 2019. december 22.   | Open de Limoges, Limoges, Franciaország                | Kemény (f) | Jekatyerina Alekszandrova | Georgina García Pérez Sara Sorribes Tormo | 2–6, 6–7(3)      |
| Döntő    | 5.  | 2022. május 15.      | Trophee Lagardère, Párizs, Franciaország               | Salak      | Kato Miju                 | Beatriz Haddad Maia Kristina Mladenovic   | 7–5, 4–6, [4–10] |
| Döntő    | 6.  | 2022. június 19.     | Veneto Open, Gaiba, Olaszország                        | Fű         | Vitalija Gyjacsenko       | Madison Brengle Claire Liu                | 4–6, 3–6         |
| Döntő    | 7.  | 2022. október 23.    | Open Capfinances Rouen Métropole, Rouen, Franciaország | Kemény (f) | Doi Miszaki               | Natyela Dzalamidze Kamilla Rahimova       | 2–6, 5–7         |
| Győztes  | 3.  | 2022. december 18.   | Open de Limoges, Limoges, Franciaország                | Kemény (f) | Marta Kosztyuk            | Alicia Barnett Olivia Nicholls            | 7–5, 6–1         |
| Döntő    | 8.  | 2023. április 1.     | San Luis Potosí Open, San Luis Potosí, Mexikó          | Salak      | Katarzyna Piter           | Aliona Bolsova Andrea Gámiz               | 6–7(5), 4–6      |
| Döntő    | 9.  | 2023. december 17.   | Open de Limoges, Limoges, Franciaország                | Kemény (f) | Maia Lumsden              | Cristina Bucșa Jana Dmitrijevna Szizikova | 4–6, 1–6         |
| Döntő    | 10. | 2024. június 9.      | Makarska Open, Makarska, Horvátország                  | Salak      | Hibino Nao                | Sabrina Santamaria Irina Simanovics       | 4–6, 6–3, [6–10] |
| Győztes  | 4.  | 2024. július 14.     | Grand Est Open 88, Contrexéville, Franciaország        | Salak      | Irina Simanovics          | Vu Fang-hszien Csang Suaj                 | 5–7, 6–3, [10–7] |
| Döntő    | 11. | 2025. május 4.       | L'Open 35 de Saint-Malo, Saint-Malo, Franciaország     | Salak      | Angelica Moratelli        | Maia Lumsden Ninomija Makoto              | 5–7, 2–6         |
| Döntő    | 12. | 2025. június 8.      | Makarska Open, Makarska, Horvátország                  | Salak      | Jelena Pridankina         | Jesika Malečková Miriam Škoch             | 6–2, 3–6, [4–10] |

## ITF-döntői

### Egyéni: 10 (5–5)
| $100,000 torna |
| $75,000 torna  |
| $50,000 torna  |
| $25,000 torna  |
| $10,000 torna  |

| Eredmény | No. | Dátum                | Torna                   | Borítás | Ellenfél                | Eredmény      |
| -------- | --- | -------------------- | ----------------------- | ------- | ----------------------- | ------------- |
| Győztes  | 1.  | 2008. október 6.     | San Luis Potosí, Mexikó | Kemény  | Frederica Piedade       | 7–5, 4–6, 6–4 |
| Győztes  | 2.  | 2009. március 2.     | Gíza, Egyiptom          | Salak   | Eva Fernández-Brugués   | 6–4, 4–6, 6–3 |
| Döntős   | 1.  | 2009. március 9.     | Gíza, Egyiptom          | Salak   | Galina Fokina           | 4–6, 2–6      |
| Döntős   | 2.  | 2009. március 18.    | Harkiv, Ukrajna         | Salak   | Hrisztina Antonijcsuk   | 6–4, 4–6, 1–6 |
| Győztes  | 3.  | 2009. június 29.     | Toruń, Lengyelország    | Salak   | Kszenyija Milevszkaja   | 3–6, 6–4, 6–2 |
| Döntős   | 3.  | 2009. július 27.     | Almati, Kazahsztán      | Kemény  | Elena Csalova           | 3–6, 4–6      |
| Győztes  | 4.  | 2009. szeptember 28. | Tbiliszi, Grúzia        | Salak   | Sofia Shapatava         | 4–6, 6–3, 6–2 |
| Győztes  | 5.  | 2010. október 16.    | Harkiv, Ukrajna         | Szőnyeg | Darja Kucsmina          | 7–5, 4–6, 6–4 |
| Döntős   | 4.  | 2013. április 20.    | Namangan, Üzbegisztán   | Kemény  | Nagyija Kicsenok        | 2–6, 3–6      |
| Döntős   | 5.  | 2013. április 27.    | Andijon, Üzbegisztán    | Kemény  | Anasztaszija Vasziljeva | 4–6, 5–7      |

### Páros: 39 (26–13)
| $100,000 torna |
| $75,000 torna  |
| $50,000 torna  |
| $25,000 torna  |
| $10,000 torna  |

| Eredmény | No. | Dátum                | Torna                             | Borítás     | Partner                 | Ellenfél                               | Eredmény            |
| -------- | --- | -------------------- | --------------------------------- | ----------- | ----------------------- | -------------------------------------- | ------------------- |
| Döntős   | 1.  | 2007. április 30.    | Antalya, Törökország              | Kemény      | Sofia Kvatsabaia        | Vojislava Lukić Dessislava Mladenova   | 6–2, 2–6, 3–6       |
| Győztes  | 1.  | 2007. július 17.     | Garching bei München, Németország | Salak       | Katariina Tuohimaa      | Franziska Klotz Evelyn Mayr            | 7–5, 6–3            |
| Győztes  | 2.  | 2008. március 10.    | Kairó, Egyiptom                   | Salak       | Galina Fokina           | Elena Csalova Inna Szokolova           | 6–4, 6–2            |
| Győztes  | 3.  | 2008. március 24.    | Kairó, Egyiptom                   | Salak       | Galina Fokina           | Anna Szavickaja Bibiane Schoofs        | 7–6(7), 6–4         |
| Döntős   | 2.  | 2008. május 5.       | Antalya, Törökország              | Salak       | Pemra Özgen             | Melanie Klaffner Kszenyija Milevszkaja | 2–6, 5–7            |
| Győztes  | 4.  | 2008. július 25.     | Harkiv, Ukrajna                   | Salak       | Mihaela Buzărnescu      | Hrisztina Sntonijcsuk Leszja Curenko   | 6–1, 6–4            |
| Győztes  | 5.  | 2008. szeptember 13. | Innsbruck, Ausztria               | Salak       | Irina Burjacsok         | Conny Perrin Nicole Riner              | 3–6, 6–3, [10–7]    |
| Győztes  | 6.  | 2008. szeptember 15. | Casale Monferrato, Olaszország    | Salak       | Catarina Ferreira       | Nicole Riner Amra Sadiković            | 7–5, 7–6            |
| Győztes  | 7.  | 2009. március 2.     | Gíza, Egyiptom                    | Salak       | Fatima El Allami        | Marlot Meddens Bibiane Weijers         | 6–4, 6–2            |
| Döntős   | 3.  | 30 March 2009        | Hanti-Manszijszk, Oroszország     | Szőnyeg (f) | Valerija Szavinih       | Kszenyija Milevszkaja Leszja Curenko   | 2–6, 3–6            |
| Győztes  | 8.  | 2009. június 12.     | Qarshi, Üzbegisztán               | Kemény      | Hrisztina Antonijcsuk   | Pemra Özgen Çağla Büyükakçay           | 5–7, 6–0 [10–6]     |
| Győztes  | 9.  | 2009. augusztus 1.   | Almati, Kazahsztán                | Kemény      | Elena Csalova           | Nina Bratcsikova Szatmári Ágnes        | 6–1, 6–0            |
| Győztes  | 10. | 2009. szeptember 14. | Nápoly, Olaszország               | Salak       | Nina Bratcsikova        | Betina Jozami María Irigoyen           | 7–6(5), 2–6, [10–8] |
| Győztes  | 11. | 2009. október 5.     | Limoges, Franciaország            | Salak       | Jelena Csalova          | Florence Haring Violette Huck          | 4–6, 6–3, [10–4]    |
| Győztes  | 12. | 2009. december 14.   | Dubaj, Egyesült Arab Emírségek    | Kemény      | Julia Görges            | Vladimíra Uhlířová Renata Voráčová     | 4–6, 6–2, [10–8]    |
| Döntős   | 14. | 2010. szeptember 20. | Telavi, Grúzia                    | Salak       | Melanie Klaffner        | Veronika Kapsaj Szatmári Ágnes         | 1–6, 6–2, [8–10]    |
| Győztes  | 13. | 2010. október 30.    | Isztambul, Törökország            | Kemény      | Marta Szirotkina        | J Bicskova Iryna Brémond               | 6–3, 6–1            |
| Győztes  | 14. | 2010. november 20.   | Opole, Lengyelország              | Szőnyeg (f) | Palina Pehava           | Paula Kania Magda Linette              | 6–3, 6–4            |
| Döntős   | 5.  | 2011. január 9.      | Csüancsou, Kína                   | Kemény      | Julija Bejhelzimer      | Liu Van-ting Szun Seng-nan             | 3–6, 2–6            |
| Győztes  | 15. | 2012. február 25.    | Moszkva, Oroszország              | Kemény      | Marta Szirotkina        | Tatjana Kotyelnyikova Lidzija Marozava | 7–6, 4–6, [11–9]    |
| Győztes  | 16. | 2012. március 23.    | Almati, Kazahsztán                | Kemény      | Jevgenyija Paskova      | Albina Khabibulina Ilona Krameny       | 6–1, 7–5            |
| Győztes  | 17. | 2012. április 21.    | Namangan, Üzbegisztán             | Kemény      | Marta Szirotkina        | Naomi Broady Paula Kania               | 6–2, 7–5            |
| Győztes  | 18. | 2012. április 23.    | Antalya, Törökország              | Kemény      | Sofia Kvatsabaia        | Ana Bogdan Marija Mok                  | 6–4, 6–4            |
| Döntős   | 6.  | 2012. június 25.     | Ystad, Svédország                 | Kemény      | Lenka Wienerová         | Magda Linette Katarzyna Piter          | 3–6, 3–6            |
| Győztes  | 19. | 2012. július 28.     | Asztana, Kazahsztán               | Kemény      | Marta Szirotkina        | Ljudmila Kicsenok Nagyija Kicsenok     | 3–6, 6–4, [10–2]    |
| Döntős   | 7.  | 2012. szeptember 24. | Telavi, Grúzia                    | Salak       | Kacjarina Dzehalevics   | Jani Réka Luca Christina Shakovets     | 6–3, 4–6, [6–10]    |
| Győztes  | 20. | 2012. november 11.   | Púna, India                       | Kemény      | Nyina Bratcsikova       | Julia Glushko Noppawan Lertcheewakarn  | 6–0, 4–6, [10–8]    |
| Győztes  | 21. | 2013. március 18.    | Antalya, Törökország              | Kemény      | Ksenia Palkina          | Anamika Bhargava Nicole Melichar       | 6–1, 6–3            |
| Győztes  | 22. | 2013. március 25.    | Antalya, Törökország              | Kemény      | Ksenia Palkina          | Başak Eraydın Abbie Myers              | 6–4, 4–6, [10–8]    |
| Győztes  | 23. | 2013. július 13.     | Isztambul, Törökország            | Kemény      | Ljudmila Kicsenok       | Alena Fomina Anja Prislan              | 6–2, 4–6, [10–7]    |
| Győztes  | 24. | 2013. szeptember 14. | Trabzon, Törökország              | Kemény      | Aleksandra Krunić       | Ani Amiraghyan Dalila Jakupović        | 6–2, 6–1            |
| Döntős   | 8.  | 2013. szeptember 27. | Ningbo, Kína                      | Kemény      | Irina Burjacsok         | Csan Jung-zsan Csang Suaj              | 2–6, 1–6            |
| Döntős   | 9.  | 2013. december 9.    | Navi Mumbai, India                | Kemény      | Diāna Marcinkēviča      | Jocelyn Rae Anna Smith                 | 4–6, 6–7(5)         |
| Döntős   | 10. | 2014. december 26.   | Púna, India                       | Kemény      | Anasztaszija Vasziljeva | Anna Morgina Nina Stojanović           | 6–7, 4–6            |
| Győztes  | 25. | 2015. július 6.      | Contrexéville, Franciaország      | Salak       | Danka Kovinić           | Constance Sibille Irina Ramialison     | 2–6, 6–3, [10–6]    |
| Döntős   | 11. | 2015. november 15.   | Limoges, Franciaország            | Kemény      | Margarita Gaszparjan    | Barbora Krejčíková Mandy Minella       | 6–1, 5–7, [6–10]    |
| Döntős   | 12. | 2015. november 27.   | Carlsbad, Egyesült Államok        | Kemény      | Tatjana Maria           | Verónica Cepede Royg Gabriela Cé       | 6–1, 4–6, [8–10]    |
| Győztes  | 26. | 2019. július 14.     | Contrexéville, Franciaország      | Salak       | Georgina García Pérez   | Anna Danilina Eva Wacanno              | 6-3, 6–3            |
| Döntős   | 13. | 2024. augusztus 18.  | Cary, Amerikai Egyesült Államok   | Kemény      | Irina Simanovics        | Céline Naef Tamara Zidanšek            | 6–4, 3–6, [9–11]    |

## Eredményei Grand Slam-tornákon

### Egyéniben
Egyéniben még nem jutott a főtáblára.

### Párosban
| Grand Slam | Australian Open          | Australian Open                       | Roland Garros            | Roland Garros                      | Wimbledon                    | Wimbledon                           | US Open                 | US Open                             |
| Év         | Eredmény Partner         | Utolsó ellenfél                       | Eredmény Partner         | Utolsó ellenfél                    | Eredmény Partner             | Utolsó ellenfél                     | Eredmény Partner        | Utolsó ellenfél                     |
| 2013       | –                        | –                                     | 3. kör Alicja Rosolska   | K Mladenovic Galina Voszkobojeva   | 2. kör Jana Čepelová         | Andrea Hlaváčková Lucie Hradecká    | 1. kör Alicja Rosolska  | Babos Tímea F Schiavone             |
| 2014       | 1. kör Irina Burjacsok   | Sz Kuznyecova Samantha Stosur         | 2. kör Katarzyna Piter   | Květa Peschke K Srebotnik          | 1. kör Olha Szavcsuk         | Serena Williams Venus Williams      | 2. kör Olha Szavcsuk    | Serena Williams Venus Williams      |
| 2015       | 1. kör Nara Kurumi       | Mona Barthel Mandy Minella            | 1. kör Cvetana Pironkova | Daniela Hantuchová Samantha Stosur | –                            | –                                   | 1. kör Marosi Katalin   | I-C Begu Raluca Olaru               |
| 2016       | 3. kör Hszie Su-vej      | Hszü Ji-fan Cseng Szaj-szaj           | 1. kör Danka Kovinić     | L Kicsenok N Kicsenok              | 1. kör Sara Errani           | Michaëlla Krajicek Barbora Strýcová | 1. kör A Panova         | Hszü Ji-fan Cseng Szaj-szaj         |
| 2017       | 1. kör Aleksandra Krunić | Gabriela Dabrowski Michaëlla Krajicek | 1. kör İpek Soylu        | Madison Brengle Anna Smith         | 1. kör F Schiavone           | Csuang Csia-zsung Doi Miszaki       | –                       | –                                   |
| 2018       | 2. kör Varvara Lepchenko | Latisha Chan A Sestini Hlaváčková     | 2. kör Hibino Nao        | Babos Tímea Kristina Mladenovic    | 1. kör Makoto Ninomiya       | Arina Rodionova Maryna Zanevska     | 3. kör Hibino Nao       | Dalila Jakupović Irina Hromacsova   |
| 2019       | 1. kör D Jasztremszka    | Nagyija Kicsenok Vang Ja-fan          | 2. kör Rebecca Peterson  | Elise Mertens Arina Szabalenka     | 2. kör Han Hszin-jün         | I-C Begu Monica Niculescu           | 2. kör J Alekszandrova  | Babos Tímea Kristina Mladenovic     |
| 2020       | 1. kör Kato Miju         | Csan Hao-csing Latisha Chan           | 2. kör J Alekszandrova   | Viktória Kužmová Kristýna Plíšková | elmaradt                     | elmaradt                            | 2. kör Alla Kudrjavceva | Květa Peschke Demi Schuurs          |
| 2021       | 1. kör G García Pérez    | Kirsten Flipkens Andreja Klepač       | 2. kör Hibino Nao        | Monica Niculescu Jeļena Ostapenko  | 3. kör Varvara Gracsova      | Marie Bouzková Lucie Hradecká       | 1. kör J Alekszandrova  | Ulrikke Eikeri Elixane Lechemia     |
| 2022       | 1. kör Bondár Anna       | Anna Danilina B Haddad Maia           | 1. kör Varvara Gracsova  | Kaitlyn Christian Lidzija Marozava | 1. kör Katarzyna Piter       | Marie Bouzková Tereza Mihalíková    | 1. kör Nagyija Kicsenok | Marta Kosztyuk Csang Suaj           |
| 2023       | 3. kör Alycia Parks      | Barbora Krejčíková Kateřina Siniaková | 1. kör Aliona Bolsova    | Csan Hao-csing Latisha Chan        | Negyeddöntő Irina Simanovics | Caroline Dolehide Csang Suaj        | 1. kör Irina Simanovics | Desirae Krawczyk Demi Schuurs       |
| 2024       | 1. kör Maia Lumsden      | Daria Saville Ajla Tomljanović        | 1. kör A Szasznovics     | Giuliana Olmos Alekszandra Panova  | 1. kör Elina Avaneszjan      | Marie Bouzková S Sorribes Tormo     | 1. kör Varvara Gracsova | Beatriz Haddad Maia Laura Siegemund |
| 2025       | 1. kör Varvara Gracsova  | Maia Lumsden Anna Sisková             | 2. kör Maya Joint        | Rebecca Šramková Viktorija Tomova  | 1. kör Jelena Pridankina     | Hszie Su-vej Jeļena Ostapenko       |                         |                                     |

## Év végi világranglista-helyezései
| Év     | 2004  | 2005 | 2006 | 2007 | 2008 | 2009 | 2010 | 2011 | 2012 | 2013 | 2014 | 2015 | 2016 | 2017 | 2018  | 2019 | 2020 | 2021  | 2022 | 2023  | 2024 |
| Egyéni | 1204. | −    | −    | 610. | 391. | 176. | 207. | 306. | 542. | 281. | 446. | 653. | 846. | −    | 1083. | −    | −    | 1467. | −    | 1043. | −    |
| Páros  | –     | –    | −    | 427. | 366  | 147. | 163. | 260. | 110. | 52.  | 73.  | 78.  | 43.  | 70.  | 76.   | 60.  | 63.  | 75.   | 72.  | 43.   | 66.  |